# Palaemon hendersoni
Palaemon hendersoni is een garnalensoort uit de familie van de Palaemonidae.